# Euplectrus longigaster
Euplectrus longigaster är en stekelart som beskrevs av Zhu och Huang 2003. Euplectrus longigaster ingår i släktet Euplectrus och familjen finglanssteklar.
Artens utbredningsområde är:
- Papua Nya Guinea.
- Taiwan.

Inga underarter finns listade i Catalogue of Life.